# 列伊緬塔里夫卡
51°46′46″N 32°33′42″E / 51.77944°N 32.56167°E
列伊緬塔里夫卡（烏克蘭語：Рейментарівка），是烏克蘭北部的村莊，隸屬切爾尼希夫州的科留基夫卡區。該村始建於1750年，面積0.23平方公里，海拔高度148米，2001年人口378，人口密度每平方公里1,622.3人。